# Costanzo Porta

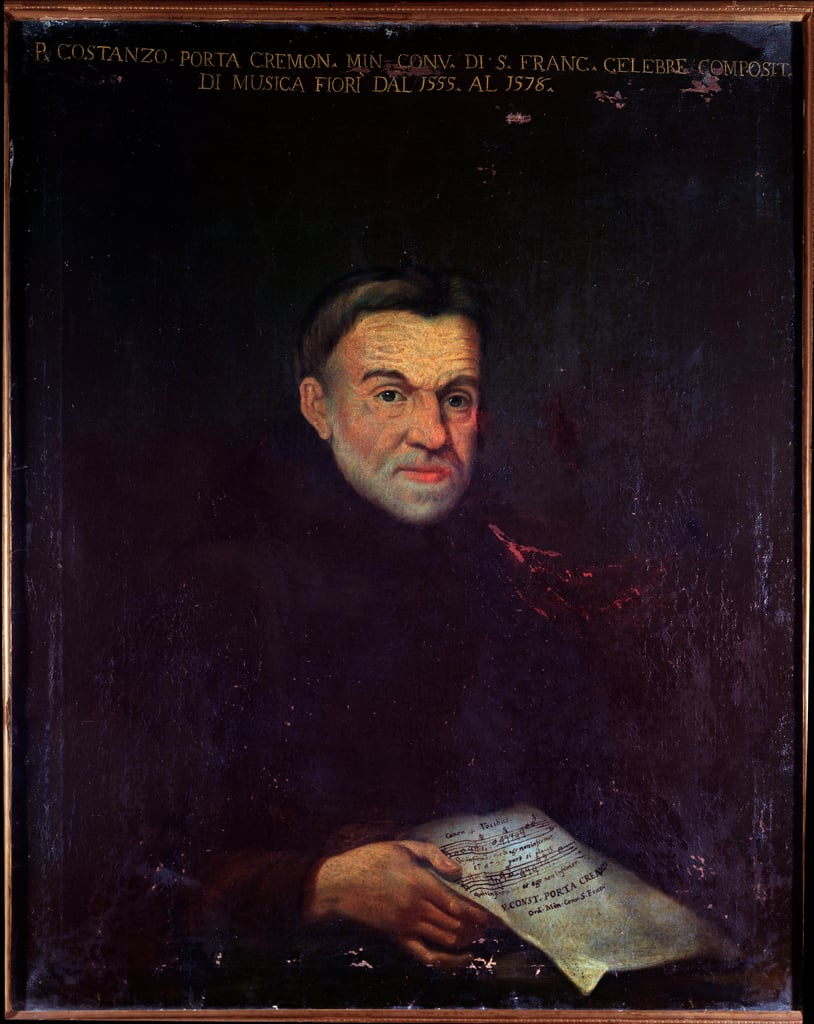
Costanzo Porta

Costanzo Porta (* 1528/29 in Cremona; † 19. Mai 1601 in Padua) war ein italienischer Kapellmeister und Komponist der Renaissance.

## Leben
Porta war Franziskaner und gehörte dem Konvent in Casalmaggiore an. Um 1549 übersiedelte er nach Venedig und war dort Schüler des Komponisten Adrian Willaert. Er war daneben auch mit Gioseffo Zarlino und Claudio Merulo gut bekannt. Im Jahre 1565 übernahm er in Padua die Stelle des Kapellmeisters an der Basilika des Heiligen Antonius und bekleidete dieses Amt in den folgenden Jahren an verschiedenen Kirchen in Loreto, Ravenna und Bologna, kehrte aber schließlich an seine ursprüngliche Wirkungsstätte in Padua zurück und wirkte dort bis zu seinem Ableben.
Zu seinen zahlreichen Schülern zählten Lodovico Grossi da Viadana oder Giulio Cesare Gabussi.

## Werk

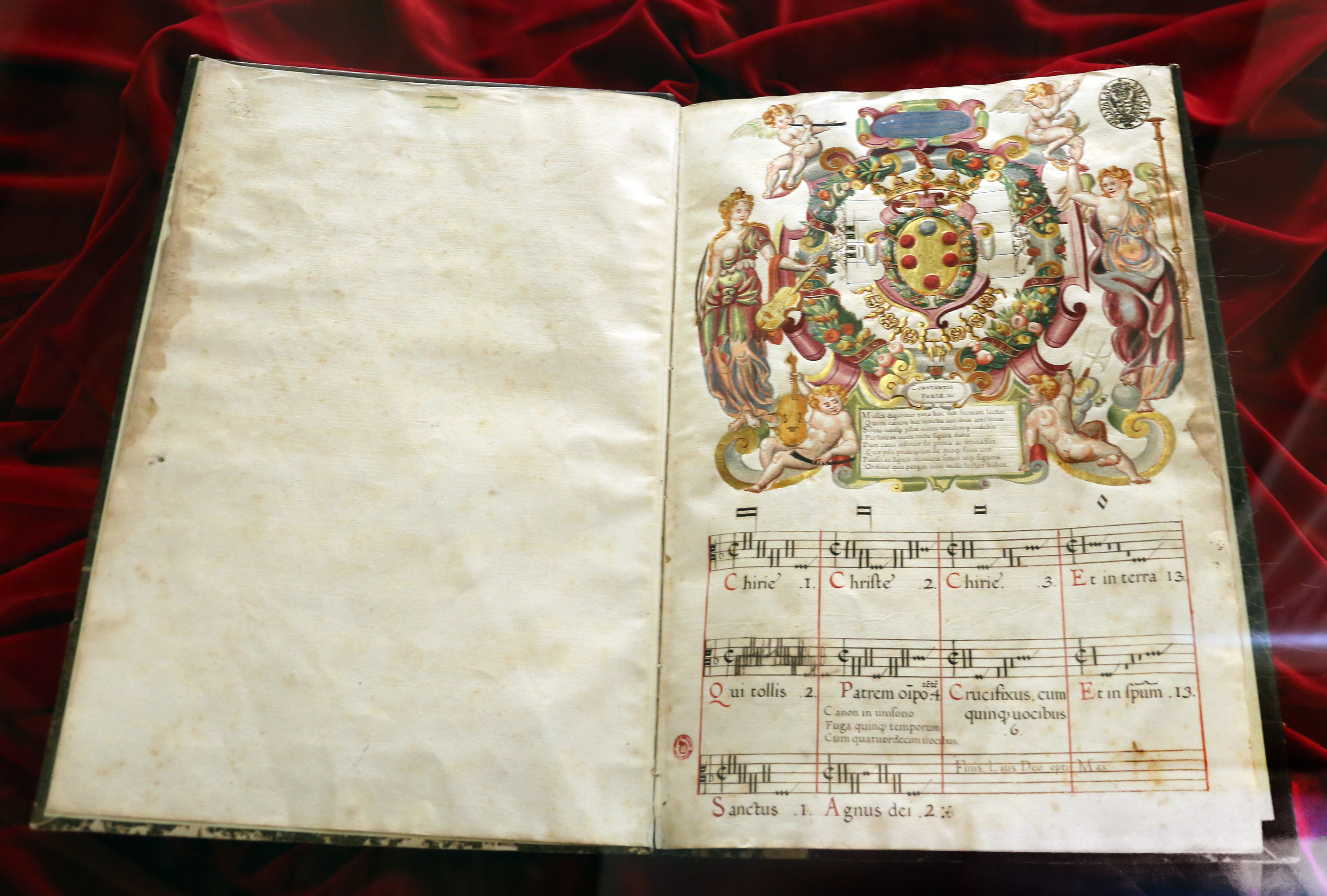
Missa Ducalis, 1565 ca.

Porta galt zu seiner Zeit als ein wichtiger und einflussreicher Komponist, manche stellten ihn auf eine Stufe mit Palestrina oder Orlando di Lasso. Er schuf überwiegend sakrale Werke und war ein sehr produktiver Komponist. Er komponierte etliche Motetten, Messen und vier Bücher mit Madrigalen. Stilistisch stand er zunächst noch ganz unter dem Einfluss Willaerts, machte sich jedoch später von dessen strengen Formen frei und entwickelte eine Vorliebe für prächtige und klangschöne Kompositionen. 